# 꿩족
꿩족은 꿩과 조류 분류군의 하나이다.

## 하위 분류
- 꿩속
- 베트남꿩속
- 금계속